# Johann Friedrich August Detlev von Flemming

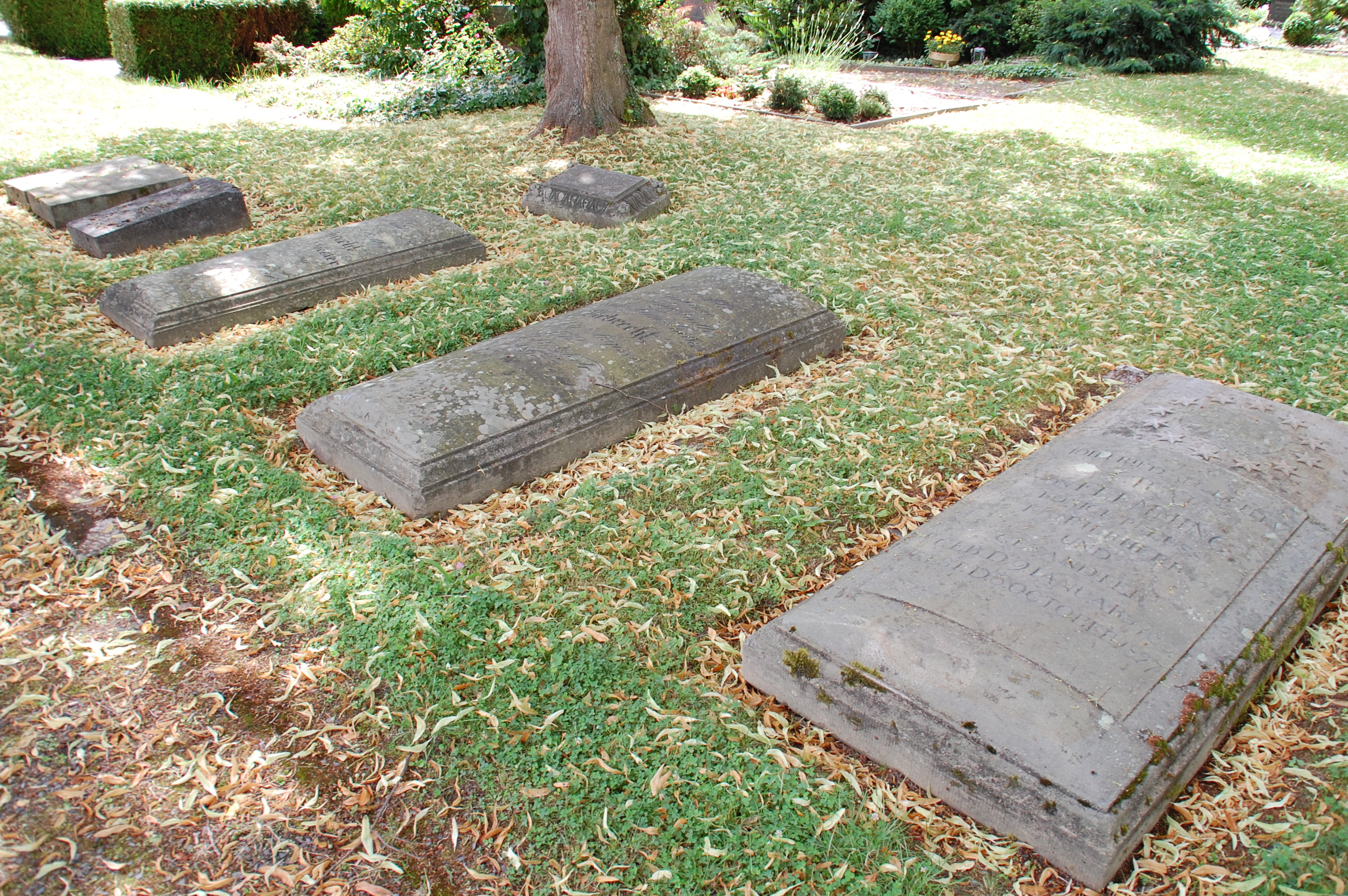
Grabplatte von Fleming (erste am Rand)

Johann Friedrich August Detlev von Flemming (* 9. Januar 1785 in Leipzig; † 8. Oktober 1827 in Arnsberg) war ein preußischer Diplomat.

## Leben
Johann Friedrich August Detlev von Flemming entstammte dem Adelsgeschlecht Flemming und war ein Sohn von Johann Heinrich Joseph Georg von Flemming (1752–1830) und Christiane Marie Charlotte von Hardenberg (* 1763 in Hannover,  † 26. Januar 1814 in Bayreuth).
Zunächst war er von 1814 bis 1816 Legationssekretär bei Wilhelm von Humboldt. Danach war er von 1816 bis 1823 preußischer Gesandter in Rio de Janeiro und Lissabon.
Von 1824 bis zu seinem Tod war er preußischer Gesandter beim Königreich beider Sizilien in Neapel.
Er starb während einer Reise zu seinem Bruder Karl Ludwig Adam Friedrich von Flemming in Arnsberg.